# NGC 1303
NGC 1303 ist eine Linsenförmige Galaxie vom Hubble-Typ S0 im Sternbild Eridanus am Südsternhimmel. Sie ist schätzungsweise 242 Millionen Lichtjahre von der Milchstraße entfernt und hat einen Durchmesser von etwa 60.000 Lichtjahren.
Im selben Himmelsareal befinden sich u. a. die Galaxien NGC 1285 und NGC 1286.
Das Objekt wurde von Heinrich Louis d’Arrest am 28. Oktober 1865 entdeckt.